# Colombiers-du-Plessis
Colombiers-du-Plessis település Franciaországban, Mayenne megyében. Lakosainak száma 477 fő (2022. január 1.). Colombiers-du-Plessis Brecé, Carelles, Gorron, Hercé, Levaré és Saint-Denis-de-Gastines községekkel határos.

## Népesség
A település népességének változása:
| Lakosok száma | 740  | 607  | 567  | 493  | 454  | 475  | 485  | 484  | 484  | 477  |
|               | 1968 | 1982 | 1990 | 2006 | 2013 | 2015 | 2017 | 2019 | 2020 | 2022 |